# Alice van Antiochië
Alice van Rethel, Prinses van Jeruzalem (geb.Edessa c.1110 - overl.Latakia c.1136) was een dochter van Boudewijn II van Jeruzalem en Morphia van Melitene. Door haar huwelijk met Bohemund II van Antiochië werd ze vorstin van Antiochië.
Boudewijn II had het regentschap van Antiochië op zich genomen na het fiasco van de Slag van Ager Sanguinis in 1119. In 1126 meldde Bohemund II, zoon van Bohemund I zich aan het hof van Boudewijn, om zijn vorstendom op te eisen. Na het overhandigen van Antiochië, werd er een huwelijk gesloten met Alice, dit huwelijk was al voorbestemd door middel van voorgaande onderhandelingen met de overhandiging van het Vorstendom.
Uit het huwelijk kwam een dochter genaamd Constance, mogelijke andere kinderen stierven jong of bij de geboorte, waardoor Constance haar vader opvolgde als vorstin van Antiochië.

## Voorouders
| Voorouders van Alice van Jeruzalem (1110–1136) | Voorouders van Alice van Jeruzalem (1110–1136)                    | Voorouders van Alice van Jeruzalem (1110–1136)                    | Voorouders van Alice van Jeruzalem (1110–1136)                    | Voorouders van Alice van Jeruzalem (1110–1136)                    | Voorouders van Alice van Jeruzalem (1110–1136)                    | Voorouders van Alice van Jeruzalem (1110–1136)                    | Voorouders van Alice van Jeruzalem (1110–1136)                    | Voorouders van Alice van Jeruzalem (1110–1136)                    |
| ---------------------------------------------- | ----------------------------------------------------------------- | ----------------------------------------------------------------- | ----------------------------------------------------------------- | ----------------------------------------------------------------- | ----------------------------------------------------------------- | ----------------------------------------------------------------- | ----------------------------------------------------------------- | ----------------------------------------------------------------- |
| Overgrootouders                                | Manasses III van Rethel (-1081) ∞ Judith (-)                      | Manasses III van Rethel (-1081) ∞ Judith (-)                      | Gwijde I van Montlhéry (1031-1095) ∞ Hodierne de Gometz (-1074)   | Gwijde I van Montlhéry (1031-1095) ∞ Hodierne de Gometz (-1074)   | ? (-) ∞ ? (-)                                                     | ? (-) ∞ ? (-)                                                     | ? (-) ∞ ? (-)                                                     | ? (-) ∞ ? (-)                                                     |
| Grootouders                                    | Hugo I van Rethel (1040-1118) ∞ Melissende van Crécy (1032-)      | Hugo I van Rethel (1040-1118) ∞ Melissende van Crécy (1032-)      | Hugo I van Rethel (1040-1118) ∞ Melissende van Crécy (1032-)      | Hugo I van Rethel (1040-1118) ∞ Melissende van Crécy (1032-)      | Gabriel van Melitene (1055-1103) ∞ ? (-)                          | Gabriel van Melitene (1055-1103) ∞ ? (-)                          | Gabriel van Melitene (1055-1103) ∞ ? (-)                          | Gabriel van Melitene (1055-1103) ∞ ? (-)                          |
| Ouders                                         | Boudewijn II van Jeruzalem (-1131) ∞ Morphia van Melitene (-1126) | Boudewijn II van Jeruzalem (-1131) ∞ Morphia van Melitene (-1126) | Boudewijn II van Jeruzalem (-1131) ∞ Morphia van Melitene (-1126) | Boudewijn II van Jeruzalem (-1131) ∞ Morphia van Melitene (-1126) | Boudewijn II van Jeruzalem (-1131) ∞ Morphia van Melitene (-1126) | Boudewijn II van Jeruzalem (-1131) ∞ Morphia van Melitene (-1126) | Boudewijn II van Jeruzalem (-1131) ∞ Morphia van Melitene (-1126) | Boudewijn II van Jeruzalem (-1131) ∞ Morphia van Melitene (-1126) |